# Мідделбург
Мідделбург (нід. Middelburg) — місто в південно-західній частині Нідерландів на острові Валхерен, столиця провінції Зеландія, колишнє місто-фортеця, розташоване на «Каналі крізь Валхерен».
2004 року в місті відкрилась філія Утрехтського університету, яка називається Академія Рузвельта (англ. Roosevelt Academy) і розміщена в колишній ратуші.
У Мідделбурзі народився Якоб Роггевен, що відкрив Острів Пасхи.

## Галерея

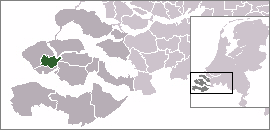
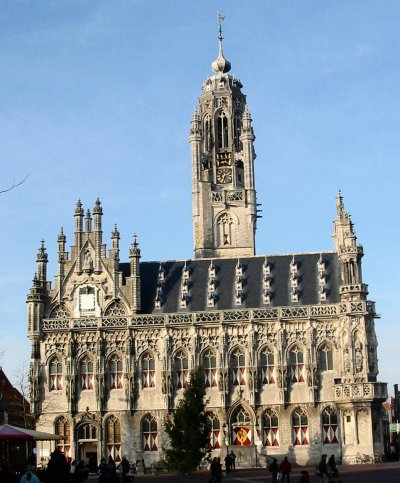
Колишня ратуша в готичному стилі на Ринковій площі
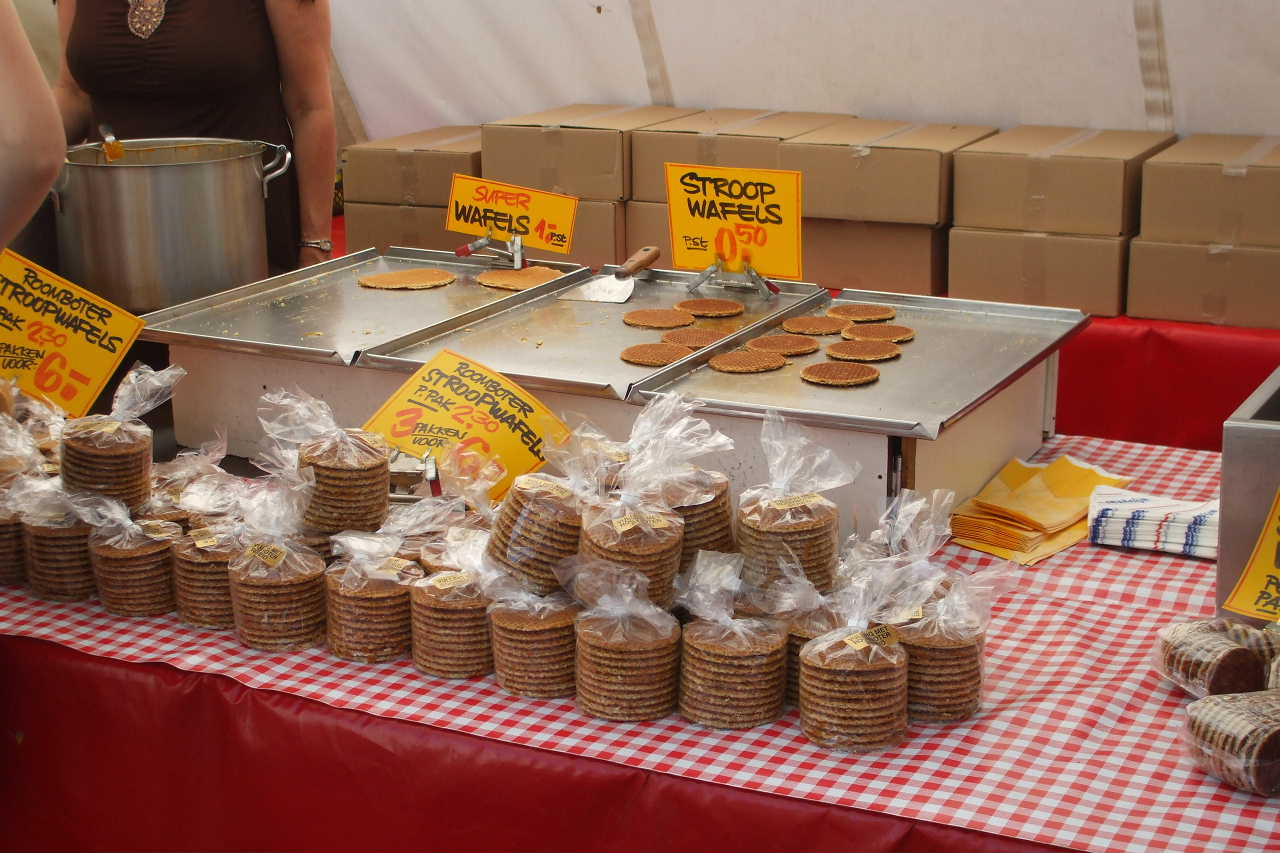
Стропвафлі у Мідделбурзі

## Персоналії
Народилися
- Ісаак Бекман (1588—1637) — нідерландський механік, математик і натурфілософ, один з видатних діячів наукової революції XVII століття.